# Zejnab Jalalianová
Zejnab Jalalianová (persky زينب جلاليان; narozena 1982 v Maku) je kurdsko-íránská politická aktivistka bojující za lepší postavení Kurdů, která byla v roce 2008 uvězněna kvůli údajnému napojení na ozbrojené křídlo kurdské opoziční skupiny.

## Životopis
Jalalianová byla zatčena v červenci 2007 ve městě Kermánšáh a následně převedena do vězení v Sanandadži. V soudním procesu konaném v prosinci 2008 byla bez důkazů odsouzena za "nepřátelství vůči bohu" a údajné členství v zakázané kurdské skupině PJAK. K přiznání byla však Jalalianová donucena několikaměsíčním mučením a nebyl ji povolen právník. Trest smrti posléze potvrdil Nejvyšší soud Íránu. Dne 28. června 2010 se rodina Jalalianové nechala slyšet, že při posledním telefonátu s ní byla prý vězněna ve věznici Evín. V rozhovoru s Mezinárodní kampaní za lidská práva v Íránu, který byl zveřejněn dne 1. července 2010, íránská právnička Khalil Bahramian uvedla, že ji byla zakázána návštěva Jalalianové. Na konci roku 2011 byl trest snížen z trestu smrti na doživotní vězení. Její zdraví se však v důsledku týrání postupně zhoršuje. Dne 31. května 2014 bylo uvedeno, že je skoro slepá. V listopadu 2014 byla přeložena do věznice v Khoy. Dne 15. května 2015 jí byl trest snížen na 15 let ve vězení. V roce 2016 byla zahrnuta do akce Maraton psaní dopisů.
Podle zprávy Amnesty International z června 2022 Jalalianová prodělala covid-19 a nacházela se v kritickém stavu. Jelikož vláda nesouhlasí s její léčbou v nemocnici mimo vazbu, nemá přístup k lékařským službám.